# Любовна измама (теленовела, 1961)
Любовна измама (на испански: Estafa de amor) е мексиканска теленовела, адаптирана от Каридад Браво Адамс въз основа на едноименния игрален филм от 1955 г., създаден по нейната история, и режисирана и продуцирана от Ернесто Алонсо за Телесистема Мехикано през 1961 г.
В главните роли са Ампаро Ривейес и Раул Рамирес.

## Актьори
- Кармен Монтехо
- Ампаро Ривейес
- Раул Рамирес
- Пруденсия Грифел
- Карлос Нието
- Карина Лаверде
- Мария Антониета де лас Ниевес
- Хосе Бавиера
- Тито Хунко
- Хосе Галвес
- Мария Фернанда Ладрон де Гевара
- Рамон Бугарини
- Ребека Сан Роман
- Лулу Парга

## Премиера
Премиерата на Любовна измама е през 1961 г. по Canal 4.

## Версии

### Кино
- Любовна измама, мексикански игрален филм от 1955 г., с участието на Елса Агире и Рамон Гай.
- Любовна измама, мексикански игрален филм от 1970 г., с участието на Марикрус Оливие и Хорхе Риверо.

### Телевизия
- Любовна измама, мексиканска теленовела от 1968 г., режисирана и продуцирана от Ернесто Алонсо за Телесистема Мехикано, с участието на Марикрус Оливие, Енрике Лисалде и Лорена Веласкес.
- Любовна измама, колумбийска теленовела от 1971 г., продуцирана за Ер Те И Телевисион, с участието на Джуди Ернандес, Али Хумар и Едуардо Видал.
- Измамата, мексиканска теленовела от 1986 г., режисирана от Серхио Хименес и продуцирана от Ернесто Алонсо за Телевиса, с участието на Ерика Буенфил и Франк Моро.
- Лабиринти на страстта, мексиканска теленовела от 1999 г., режисирана от Клаудио Рейес Рубио и продуцирана от Ернесто Алонсо (това е четвъртата теленовела на историята, която продуцира), с участието на Летисия Калдерон и Франсиско Гаторно.
- Лъжовно сърце, мексиканска теленовела от 2016 г., продуцирана от Мапат Лопес де Сатарайн, с участието на Телма Мадригал и Пабло Лиле.